# Grande plée Bleue
 (juillet 2025).
La Grande plée Bleue est une tourbière située à Lévis dans la région de la Chaudière-Appalaches au Québec. D'une superficie de 15 km2, c'est un des plus vastes milieux humides de tout l’est du Québec.

## Géographie
Cette zone humide est constituée d'un réseau de 650 mares. Située au Nord de la plée de Beauharnois et au Nord-Est de la plée de Saint-Charles, elle est la principale source de la rivière des Couture.

## Écologie

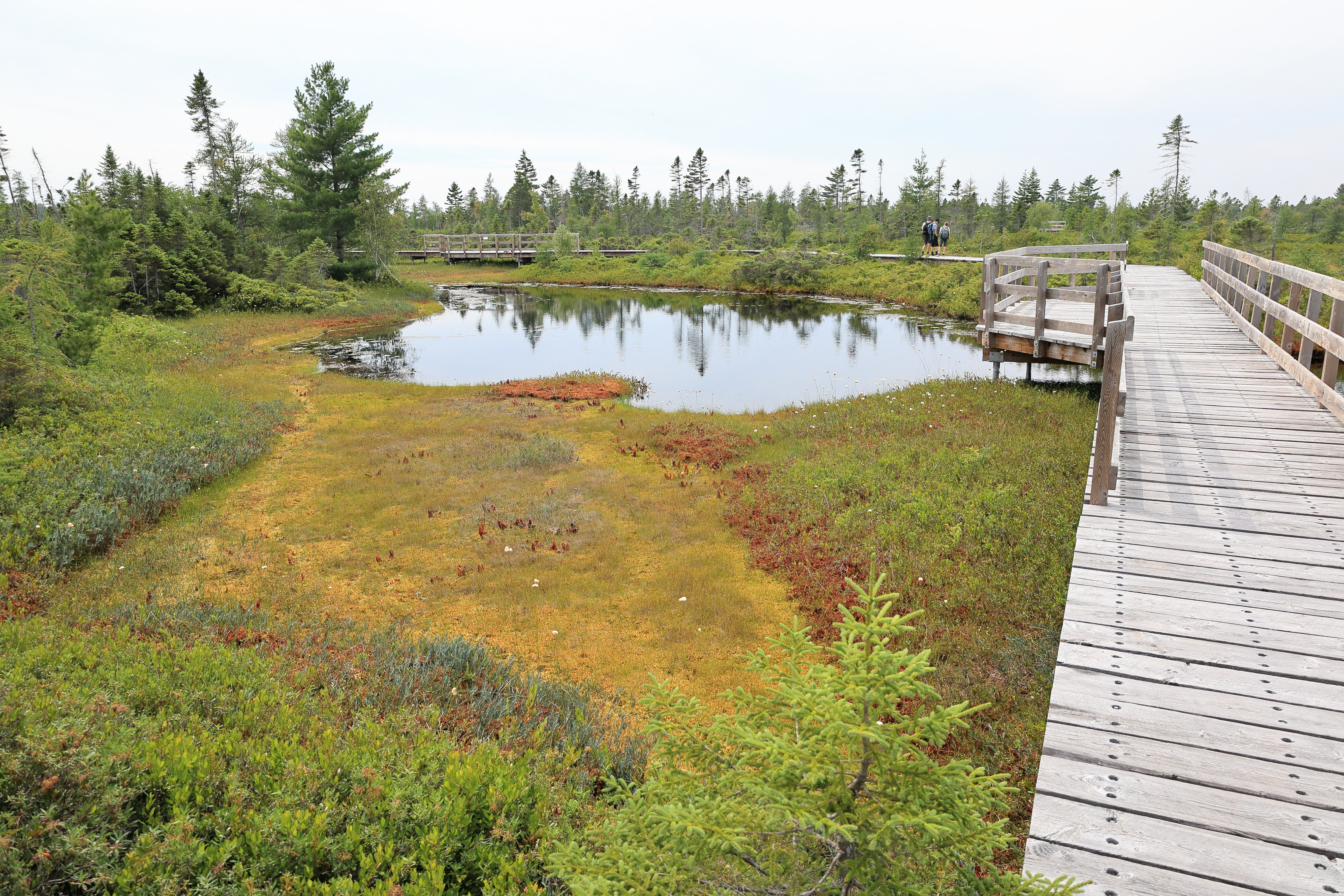
Sentier sur pieux
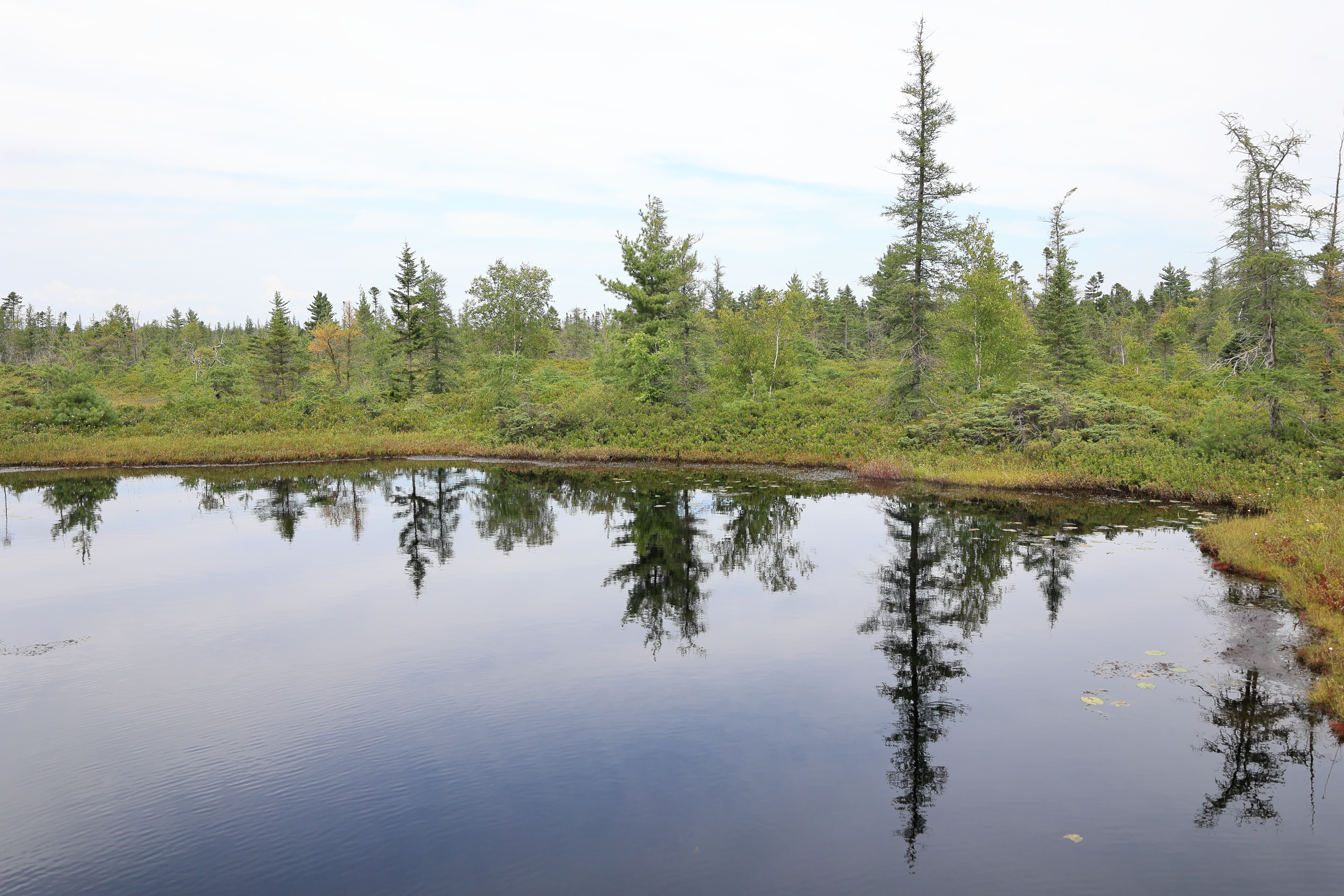
Mare
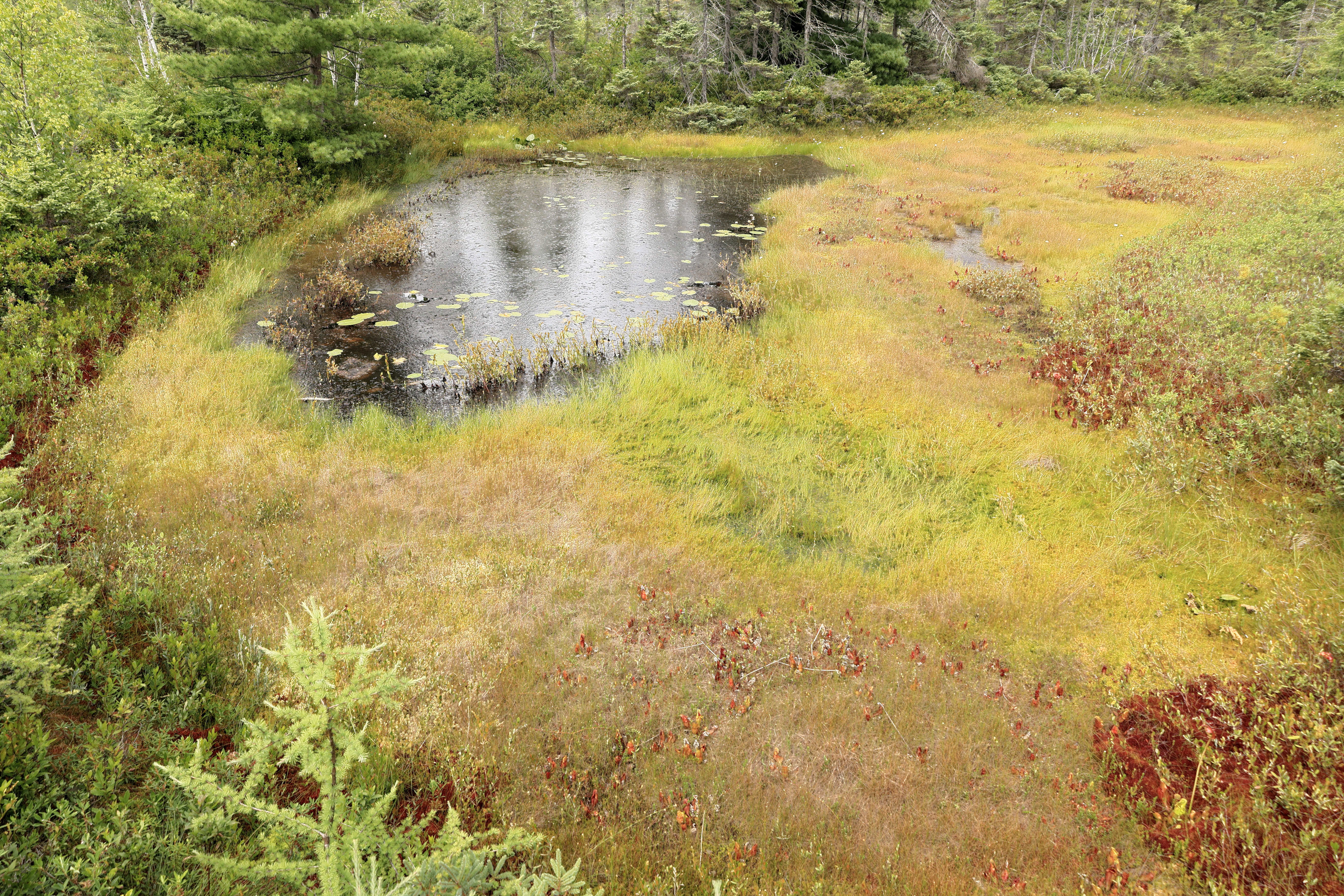
Mare refermée
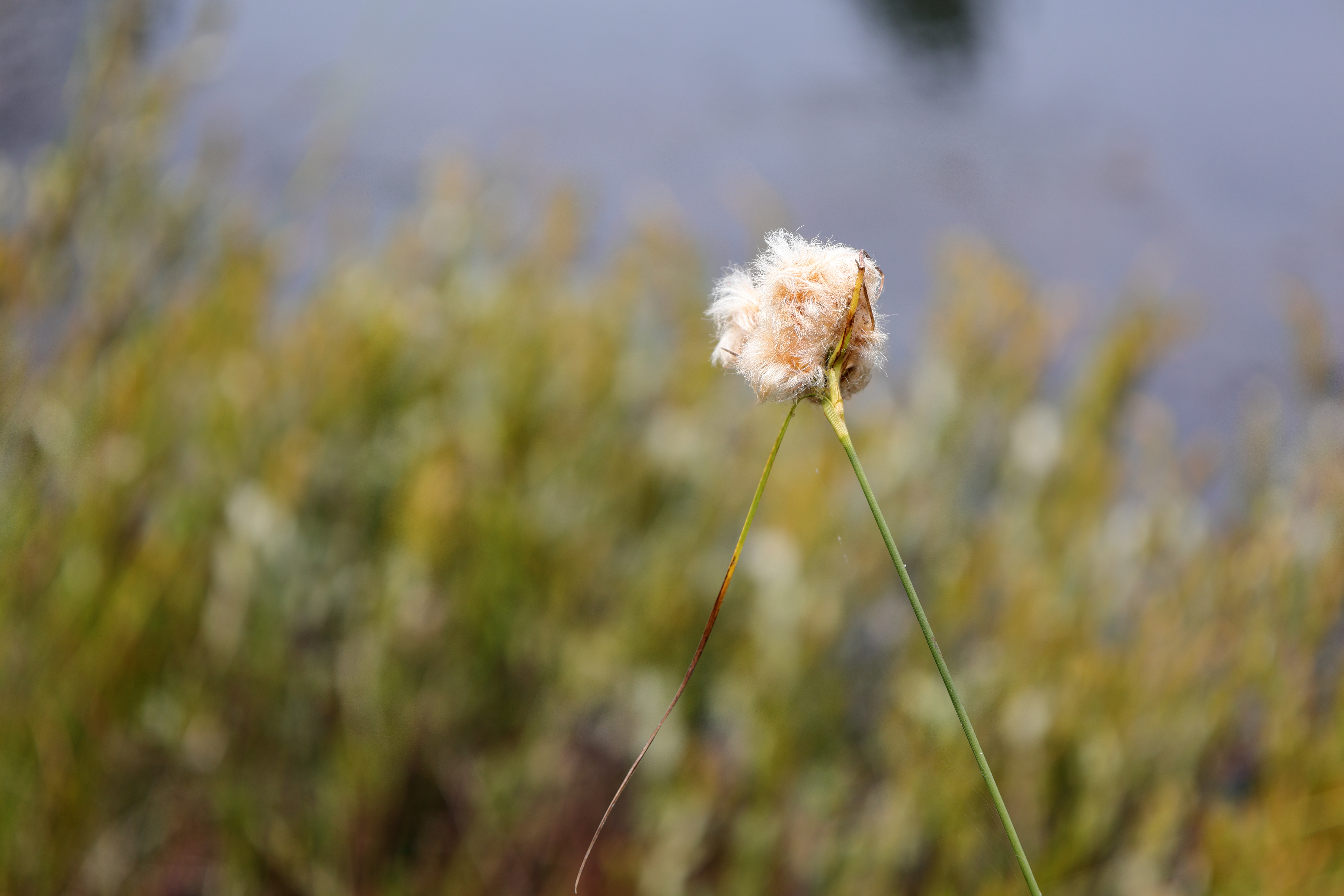
Pompon de Linaigrette de Virginie
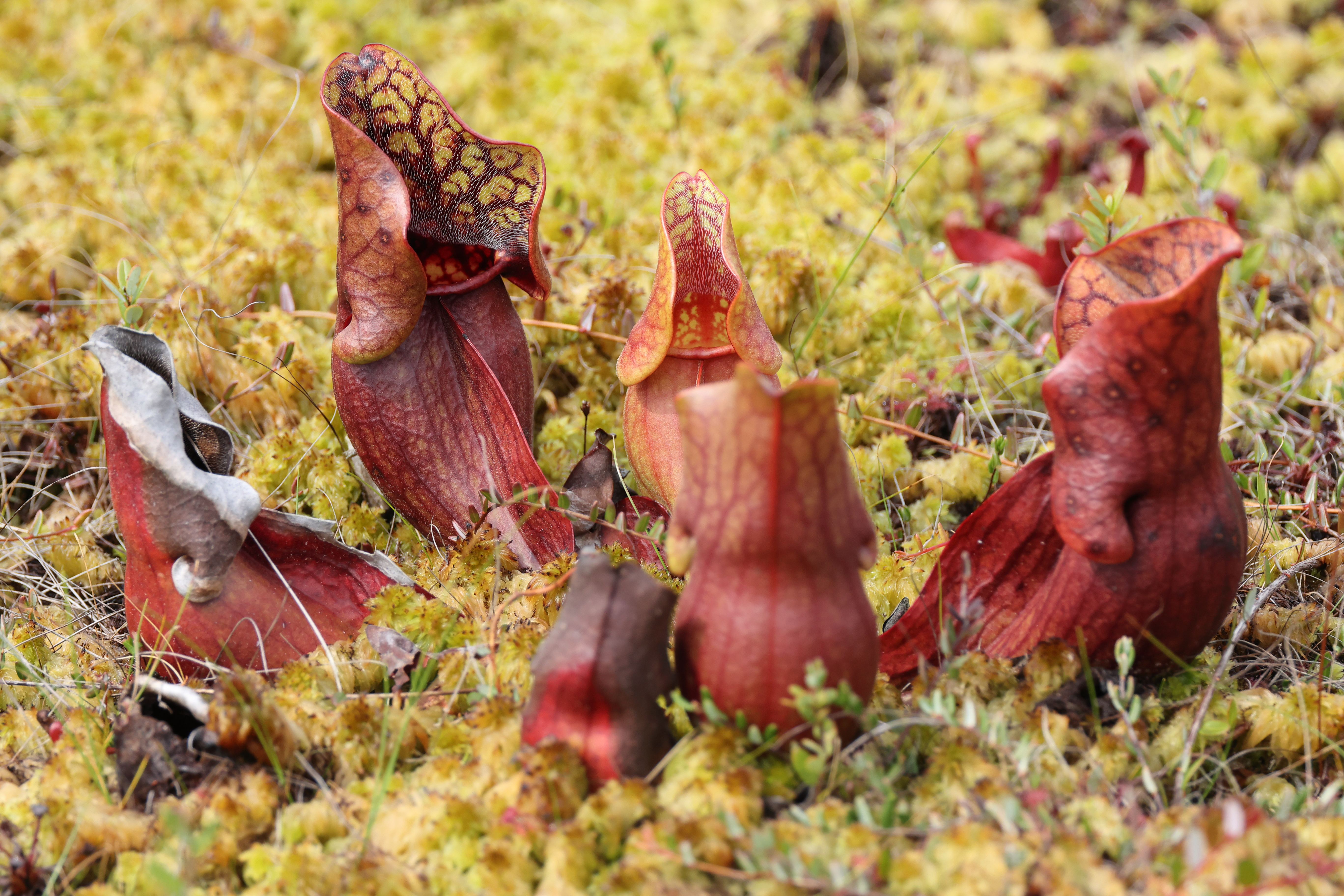
Feuilles de sarracénie pourpre
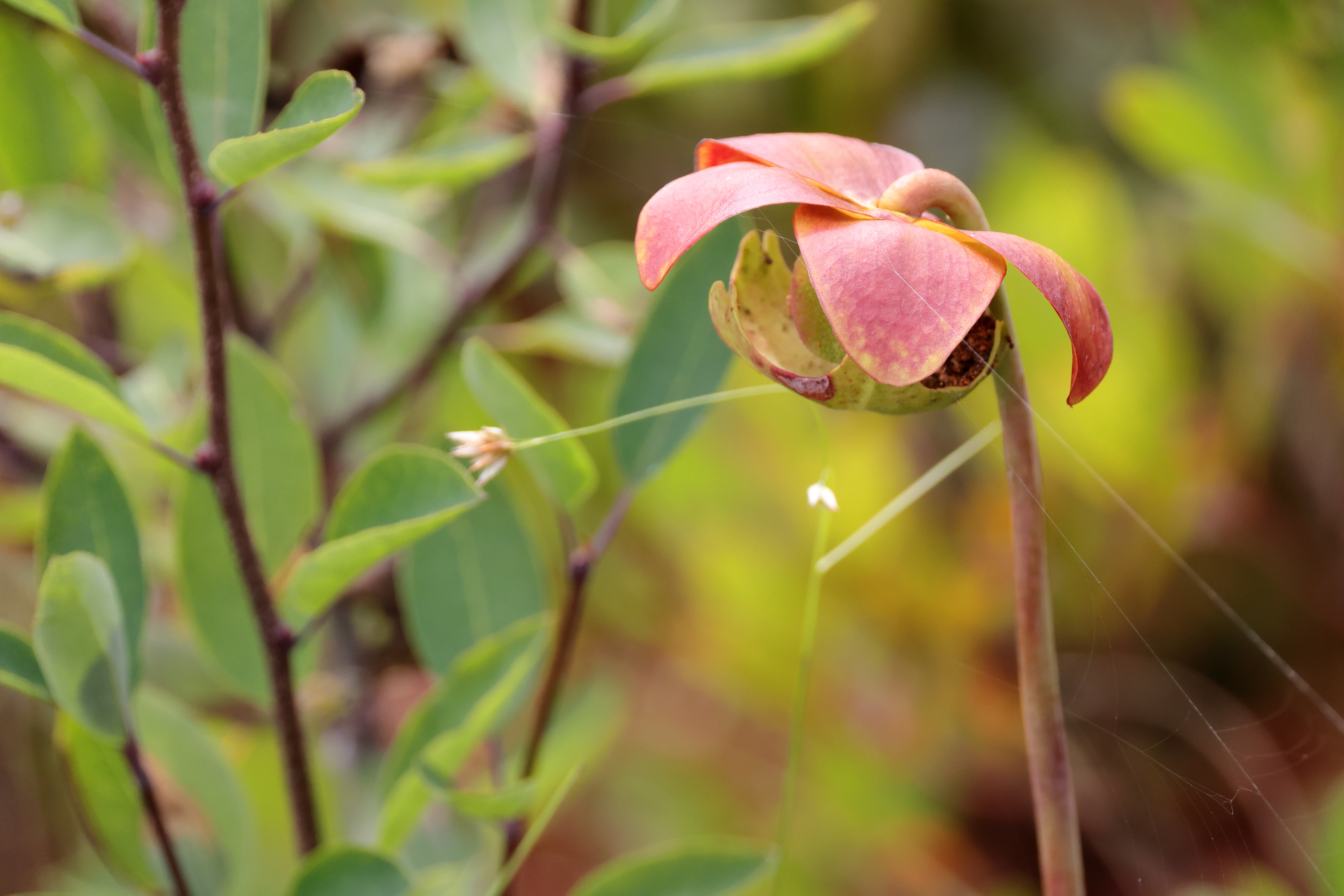
Fleur de sarracénie pourpre
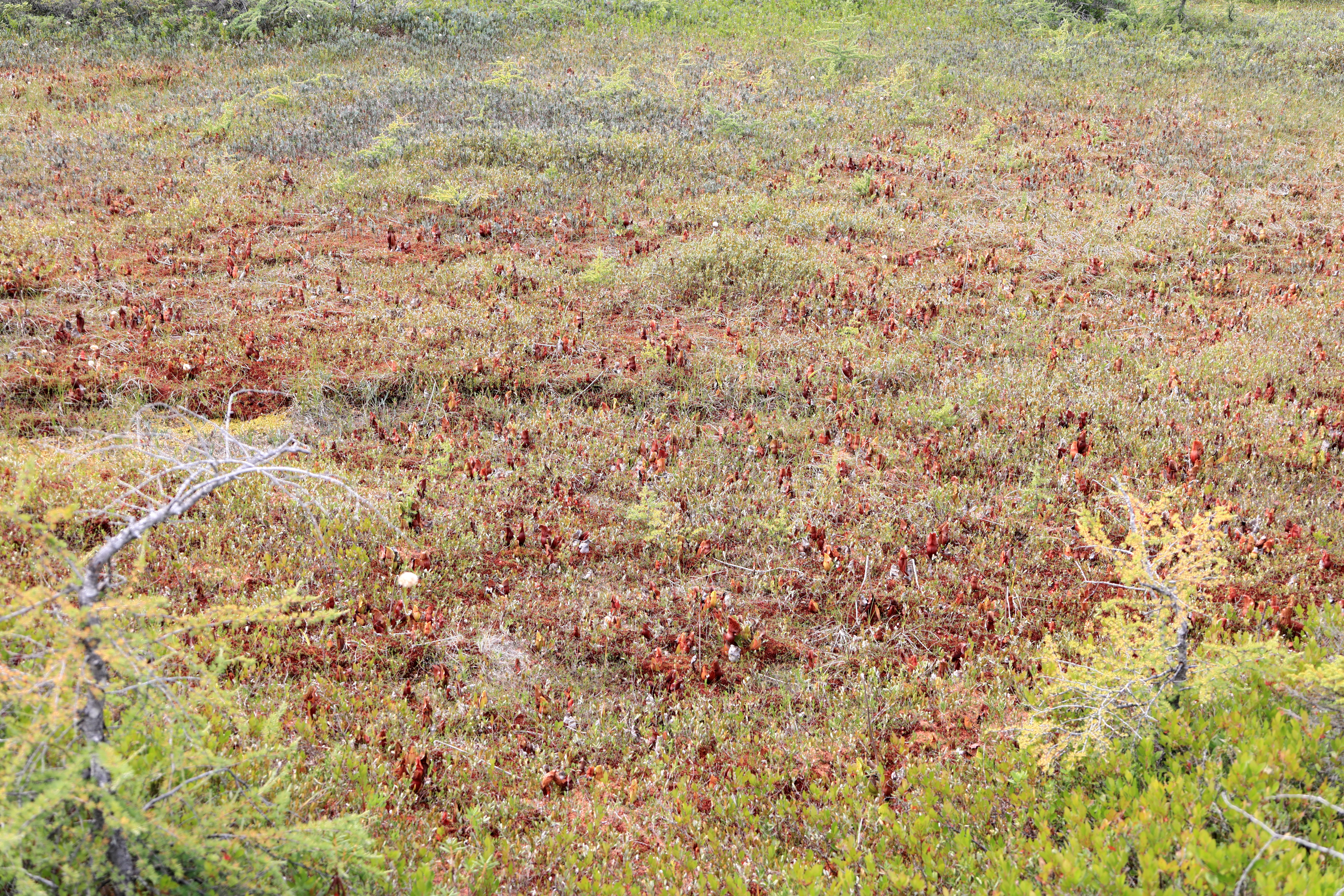
Colonie de sarracénies pourpres
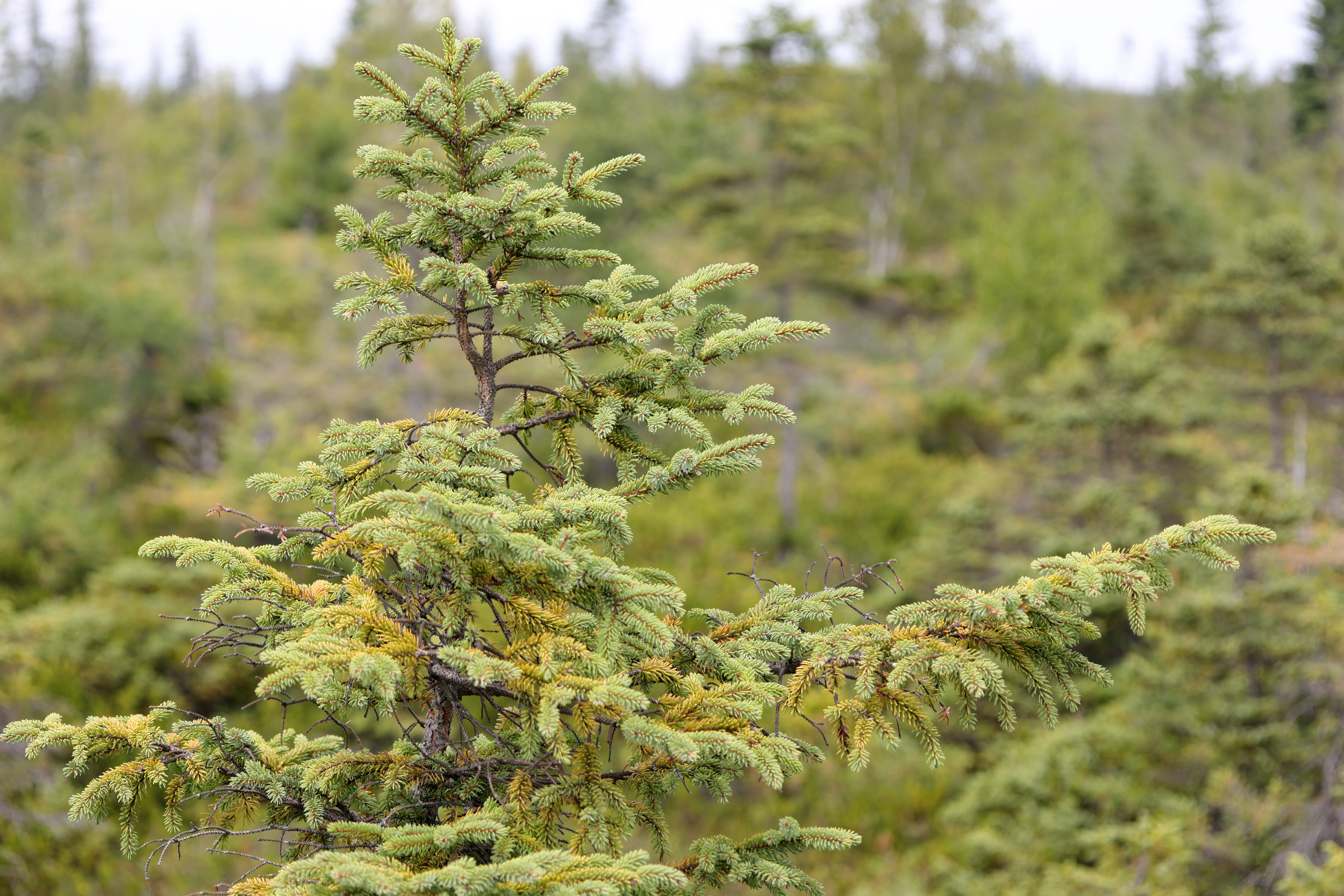
Épinette noire
Calopogon tubéreux
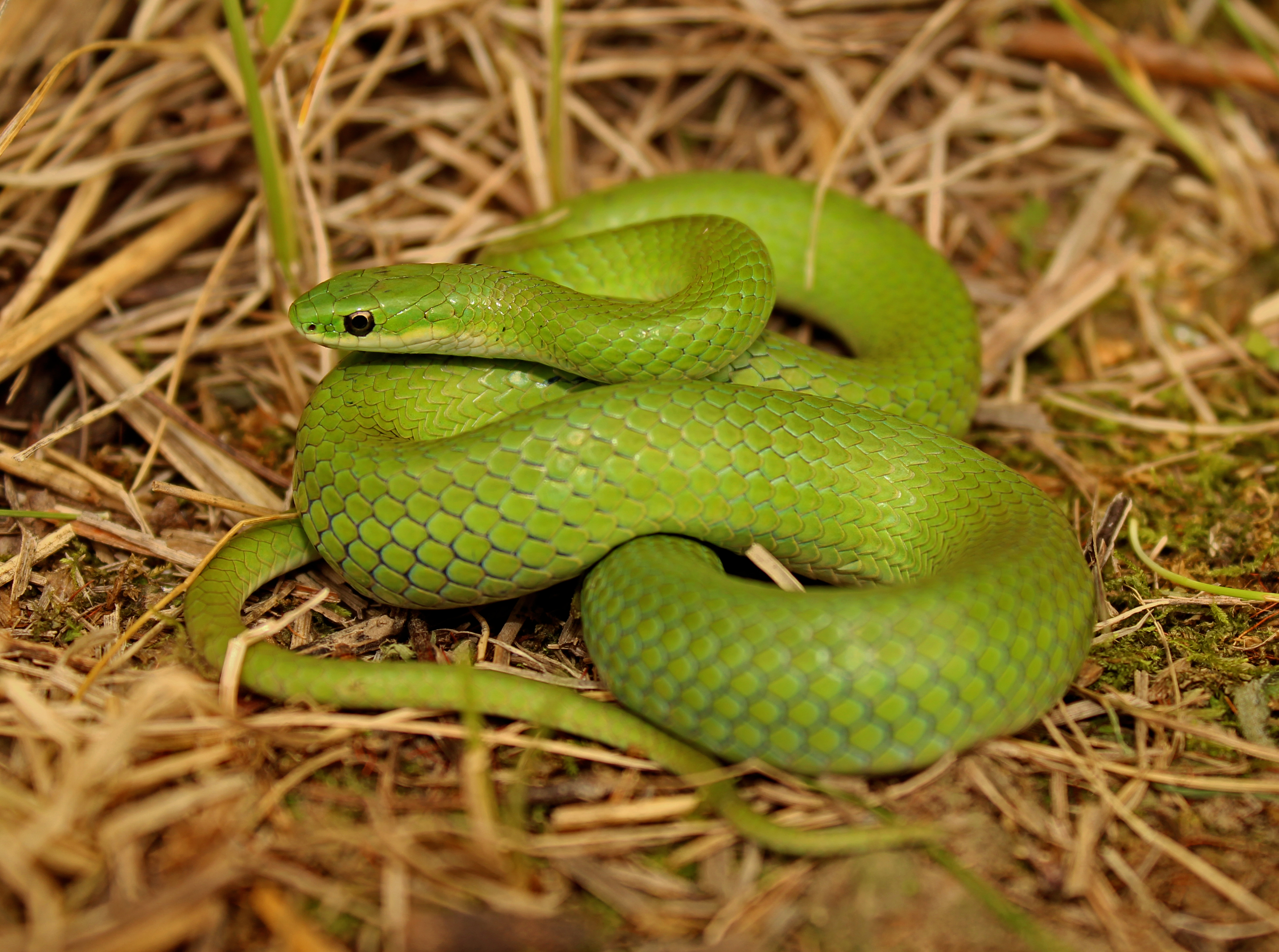
Couleuvre verte
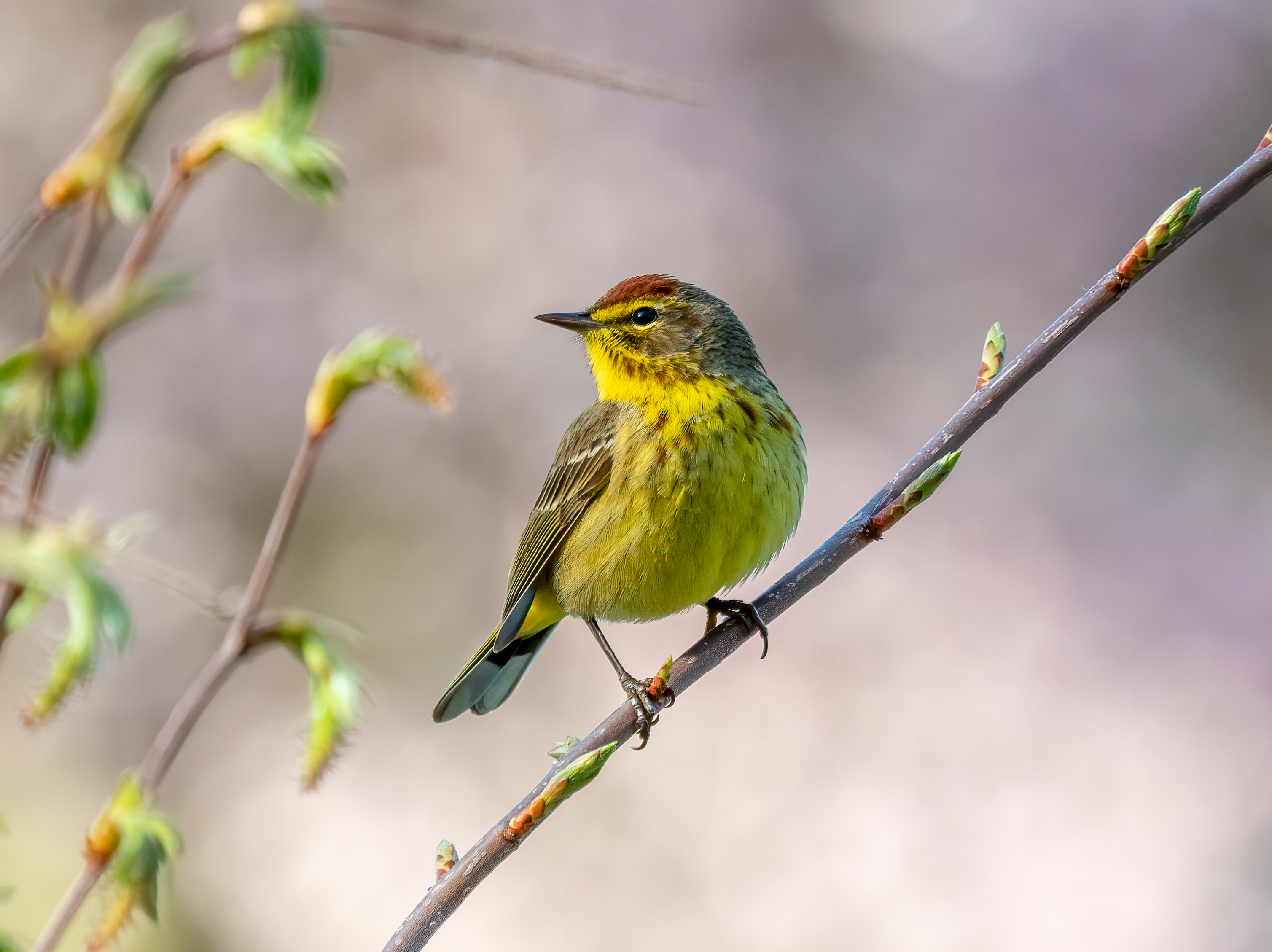
Paruline à couronne rousse
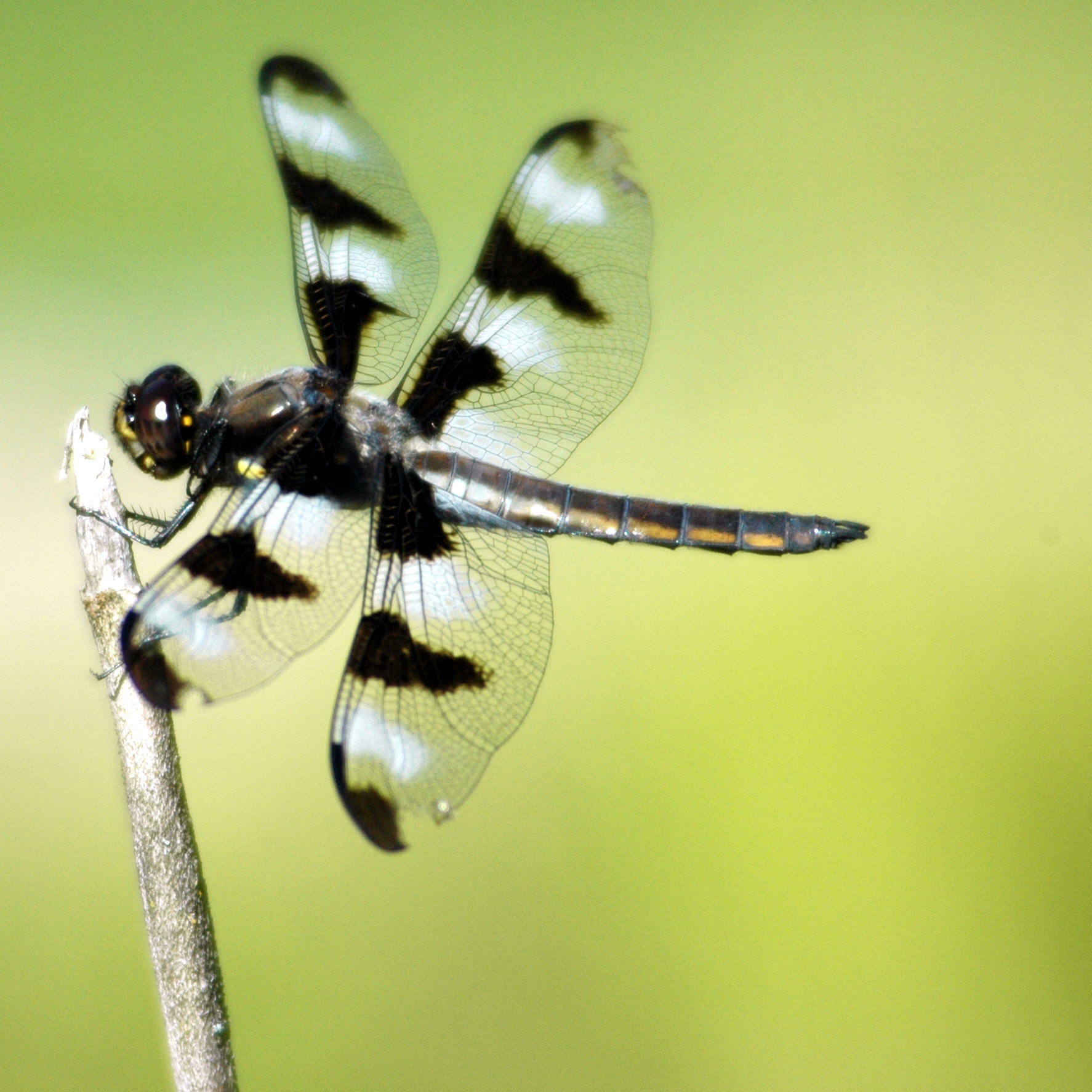
Libellule gracieuse

On y dénombre 150 espèces végétales dont des plantes carnivores qui sont rares au Québec. Cette niche écologique accueille plus de 150 espèces d’oiseaux, dont plusieurs espèces de sauvagines. Il y a également plus de 200 espèces d’insectes.

## Toponymie
La désignation « Grande »  fait référence à la grande superficie du territoire. À environ 4 kilomètres du fleuve Saint-Laurent, elle couvre une superficie de près de 1 500 hectares et représente l’une des dernières tourbières ombrotrophes de grande taille non exploitée des basses terres du Saint-Laurent.
Le nom « Plée » est souvent désigné pour les tourbières. Il viendrait de la contraction de « terre pelée », soit, dépourvue d’arbres. Dans la partie ouverte de la tourbière, il y a peu d’arbres, ceux-ci sont généralement clairsemés, de faible dimension, alors que la végétation arbustive et herbacée domine nettement le paysage. Aussi, c'est possiblement une variante phonétique du terme féminin  « prée », dans le sens de prairie. En effet l'hésitation entre r et l qui remonte aux XVIe et XVIIe siècles est largement attestée dans les documents de la Nouvelle-France. 
L’adjectif « Bleue » référerait à l’abondance de bleuets, à la teinte bleutée des nombreuses mares d’eau ou à la présence du calamagrostide du Canada (Calamagrostis canadensis). Cette dernière est une espèce de graminée qui aurait poussé en abondance dans la tourbière jusqu’à la fin du dernier siècle, connue sous le nom de « foin bleu ».